# Oneida Alvarenga
Oneyda Paoliello de Alvarenga (Varginha, 6 de dezembro de 1911 — São Paulo, 24 de fevereiro de 1984), foi uma musicóloga, jornalista, poetisa, pianista, ensaísta, etnóloga e folclorista brasileira.

## Biografia
Era filha de Orpheu Rodrigues de Alvarenga e de Maria Henriqueta Paoliello de Alvarenga. Foi, por sua mãe, sobrinha neta de Cesário Cecílio de Assis Coimbra e prima em 1º grau do, também, poeta, Domingos Paoliello.
Especializou-se em crítica musical sendo uma grande referência na documentação da origem e do folclore da música Brasileira.
Diplomou-se em Piano pelo Conservatório Dramático e Musical de São Paulo, em 1934, instituição na qual um de seus criadores e catedráticos, o poeta Wenceslau de Queiroz, apos a sua morte, foi sucedido por seu ex-aluno de estética, Mário de Andrade - o grande mentor de Oneyda. É interessante relatar que as famílias Queiroz e Paoliello viriam a entrelaçar-se, em 1944,
com o casamento do sobrinho de Wenceslau, Flavio de Queiroz Filho e a prima, em primeiro grau, de Oneyda, Viggianina Paoliello.
Foi aluna e colaboradora próxima de Mário de Andrade em suas investigações sobre a música popular em sua perspectiva antropológica contemporânea.
Oneida tinha enfoque etnográfico com visão romântica da cultura popular e uma perspectiva generosa da sua autenticidade na construção de formas estéticas.
Manoel Bandeira, em 1934, tornou público os versos de Oneyda e em 1938 ela publicou a seleção de poemas, "A Menina Boba".
Frequentou, ainda em 1934, as aulas sobre etnografia e folclore ministradas pelo casal Dinah e Claude Lévi-Strauss, sob os auspícios do Departamento de Cultura de São Paulo.
Em 1935, a convite de Mario de Andrade, tornou-se diretora da Discoteca Pública de São Paulo e foi uma das fundadoras, da hoje extinta Sociedade de Etnografia e Folclore, por ele criada.
Foi membro do Conselho Nacional do Folclore - do Ministério da Educação e Cultura; membro, desde a sua fundação, do Comitê Executivo da Association Internationale de Bibliothèques de Paris, como representante da América Latina e membro correspondente da International Music Council de Londres.
Em 1945 foi laureada com o Prêmio Fabio Prado, pelo seu livro Música Popular Brasileira e recebeu em 1958, a Medalha Sylvio Romero por relevantes serviços prestados ao folclore brasileiro.
Realizou palestras em congressos Internacionais sobre a música brasileira, além de artigos e ensaios publicados na imprensa especializada.
Foi responsável pela organização e publicação dos trabalhos de Mário de Andrade após a sua morte.
A Prefeitura Municipal de São Paulo, homenageando Oneyda, deu o seu nome a uma das ruas da capital paulista e a Discoteca do Centro Cultural São Paulo, a "Discoteca Oneyda Alvarenga".

## Obras
- Cateretês do sul de Minas Gerais publicado em 1937
- Comentários e alguns contos e danças do Brasil publicado em 1941
- A influência negra na música brasileira publicado em 1946
- Música popular brasileira publicado em 1945
- Mário de Andrade, um pouco publicado em 1974

## Poesias publicadas
- Menina boba